# Maryam Mahboob
Maryam Mahboob (Maimana, 1955) es una autora afgana conocida por sus escritos sobre los emigrantes afganos y sobre el patriarcado en la sociedad afgana.

## Trayectoria
Mahboob nació en Maimana, Afganistán, en 1955. Debido a que su padre trabajaba para el gobierno afgano, conoció el estilo de vida de las mujeres afganas en distintas partes del país. Completó sus estudios secundarios en Kabul y cursó un máster en la Universidad de Teherán.
Tras la ocupación rusa de Afganistán en 1979, Mahboob abandonó el país para trasladarse primero a Pakistán y luego a Delhi (India) en 1981.  Junto con otros expatriados afganos, Mahboob fundó la revista Gahnama («revista irregular») para expresar la resistencia cultural tanto contra el gobierno comunista de Afganistán como contra los muyahidines. Sin embargo, ante la presión de los muyahidines entre la comunidad afgana de la India, emigró de nuevo a Canadá en 1983. Se casó con el autor afgano Zalmay Babakohi.
Mahboob produjo la mayoría de sus principales obras de ficción en la diáspora. Sus obras se centran en la represión y marginación de las mujeres, al tiempo que expresan una revuelta contra las normas y actitudes sociales hacia ellas.

## Obra
- Khana-i Delgir (Una casa confinada) (1990) Kabul: Anjoman Newisendagan Afganistán
- Gum (El Invisible) (1999) Toronto: Zarnegaar Publications.
- Khanum Jorg (cuentos) (2003) Toronto: Zarnegaar Publications.

## Publicaciones
- Bezhan, Faridullah. (2008). Obedient and resistant: Afghanistani women in Maryam Mahboob's short stories. Womens Studies International Forum - WOMEN STUD INT FORUM. 31. 373-382. 10.1016/j.wsif.2008.08.002.
- Bezhan, F. (2014). Exile, gender and identity: the short stories of Afghanistani author Maryam Mahboob. Social Identities, 20(2–3), 239–256. https://doi.org/10.1080/13504630.2014.936374
- Bezhan, Faridullah. (2016). Women, War and Islamic Radicalisation in Maryam Mahboob’s Afghanistan. ISBN  9781925377026